# La Muerta (sitio arqueológico)
La Muerta es el nombre dado a un yacimiento arqueológico maya ubicado en la porción norte de la región del Petén en Guatemala. Se encuentra entre los sitios arqueológicos de El Mirador y El Tintal. Se le considera un sitio satélite de El Mirador de cuya estructura (El Tigre) se encuentra a una distamcia de 3,5 kilómetros. La Muerta fue habitada durante el periodo clásico, desde el temprano, hasta el tardío. El yacimiento ha sido intensamente saqueado. No se sabe el origen del nombre aunque éste se ha usado desde que el lugar fue utilizado como campamento de los cosechadores de chicle, a finales del siglo XIX.
El sitio ha sido explorado e investigado por el arqueólogo Richard D. Hansen desde los años 1980s. Está dividido en dos grupos: el del norte y el del sur, separados entre sí por una distancia aproximada de 400 m. Se han identificado once áreas residenciales entre los dos grupos.

## Monumentos
El llamado Monumento 1 encontrado en el sitio, es un estela esculpida encontrada en el grupo norte en muy mal estado de conservación y rota en aproximadamente 900 fragmentos de diversos tamaños. Es posible que esta pieza haya sido rota deliberadamente desde la antigüedad. Su restauración ha permitido observar la imagen de una cabeza en perfil portando una máscara. Esta cabeza se encuentra encima de la representación de una figura monstrusoa mostrando los dientes superiores. También aparece una columna conteniendo al menos seis jeroglifos. La figura principal es atribuida a la de una deidad.
La Estela 2 es un monumento aislado, encontrado a unos 100 m de distancia de la parte central del sitio, en el sendero que conduce a El Mirador. Es una estela de piedra caliza de aproximadamente 2,9 m de altura, dividida en dos porciones, una superior y la otra inferior, por una depresión tallada. Presenta varias cavidades circulares de unos 6 cm de diámetro y ca. 3 cm de profundidad. Es posible que esta estela haya estado recubierta de estuco.